# Tryggelev Nor
Tryggelev Nor er et nor der ligger på vestkysten af Sydlangeland. Det  er  et fuglereservat der er  ejet og administreret af Fugleværnsfonden. Noret  har en   afvekslende natur, med fersk- og saltvandspåvirkede enge og moseområder med rørskove, krat, strandeng, overdrev  og frie vandflader skaber levested for mange fuglearter.  Noret er et af de mest fuglerige vådområder i Danmark. Her yngler ca. 70 forskellige arter, hvoraf flere er sjældne bl.a. rørdrum, plettet rørvagtel, rørhøg og skægmejse.  
Tidligere modtog Tryggelev Nor kvælstofrigt drænvand fra en pumpestation, som afvandede Nørreballe Nor i nordøst, men med en naturgenopretningen af Nørreballe Nor i 2005, er en stor del af tilledningen af kvælstof til Tryggelev Nor nu ophørt, og hele området vil med tiden udvikle et mere næringsfattigt og renere miljø.
Tryggelev Nor har aldrig været drænet. Det imponerende fugleområde undgik de voldsomme forandringer i landskabet, da landindvindingen på Sydlangeland tog fart fra sidste halvdel af 1800-tallet og frem til midten i forrige århundrede. Diger med tilhørende pumpestationer blev opført. Magleby Nor og Henninge Nor og til sidst Nørreballe Nor blev tørlagt og opdyrket. Men siden 1980'erne er det gået den anden vej, mod en mere varieret natur. 

## Landskabet
Tryggelev Nor hører til den række af strandsøer langs Langelands sydvestkyst, der oprindeligt er afspærret fra forbindelse med havet af strandvolde. Af tilsvarende nor kan nævnes Piledybet, Salme Nor og Klise Nor, alle beliggende langs kysten mellem Ristinge og Bagenkop. I dag er Tryggelev Nor beskyttet mod havet af et stensat dige, og foran diget er en smal sandstrand. Med års mellemrum sker det, at diget gennembrydes under en vestenstorm. Bl.a. blev diget gennembrudt i vinteren 1995, hvor en 10 m bred strøm gav anledning til vandfornyelse i noret.
Lammebjerg midt i Tryggelev Nor samt Fårebanke, Galtebjerg og Store Egebjerg, der alle ligger indenfor fredningsgrænsen er alle hatbakker, som gør det langelandske landskab til noget særligt og seværdigt. Hatbakkerne, som på langelandsk kaldes banker, blev skabt i istidens slutfase, formentlig i småsøer oven på den smeltende is.
Nordøst for Tryggelev Nor og bag det røde og nu nedlagte pumpehus ligger Nørreballe Nor, som formentlig er skabt af dødis. Under afsmeltningen af den ”døde” ismasse dannedes den smalle smeltevandsdal, som fører ned til Tryggelev og som i dag er vanddækket.

## Naturbeskyttelse
Tryggelev Nor og de  omgivende landarealer,  i alt 122 ha. er fredet, og   der er kun offentlig adgang ad afmærkede stier, der udgår fra P-pladserne ved Tryggelev Nor og fra langdyssen ved Nørreballe Nor.  Noret er sammen med , Nørreballe og Salme Nor  en del af et område på 180 hektar, som ejes af Fugleværnsfonden. 
Ved P-pladsen ved Tryggelev Nor findes et minimuseum, der beretter om området natur- og kulturhistorie. Herfra udgår to korte vandrestier til fugleskjul ved henholdsvis Tryggelev og Salme Nor.
Tryggelev Nor  er en del af Natura 2000-område nr. 127 Sydfynske Øhav, og er både habitatområde og fuglebeskyttelsesområde. 

## Eksterne kilder og henvisninger
- Om Tryggevælde Nor på fredninger.dk
- Folder med kort over området
- Natura 2000 -området Sydfynske Øhav Arkiveret 9. september 2018 hos  Wayback Machine  Natura 2000-plan 2016-2021 område nr. 127
- Om Tryggevælde Nor  på fuglevaernsfonden.dk

|  | Denne artikel om lokaliteten Tryggelev Nor kan blive bedre, hvis der indsættes et (bedre) billede. Du kan hjælpe ved at afsøge Wikimedia Commons for et passende billede eller lægge et op på Wikimedia Commons med en af de tilladte licenser og indsætte det i artiklen. |

54°47′45.19″N 10°39′55.72″Ø / 54.7958861°N 10.6654778°Ø